# Luis Héctor Villalba

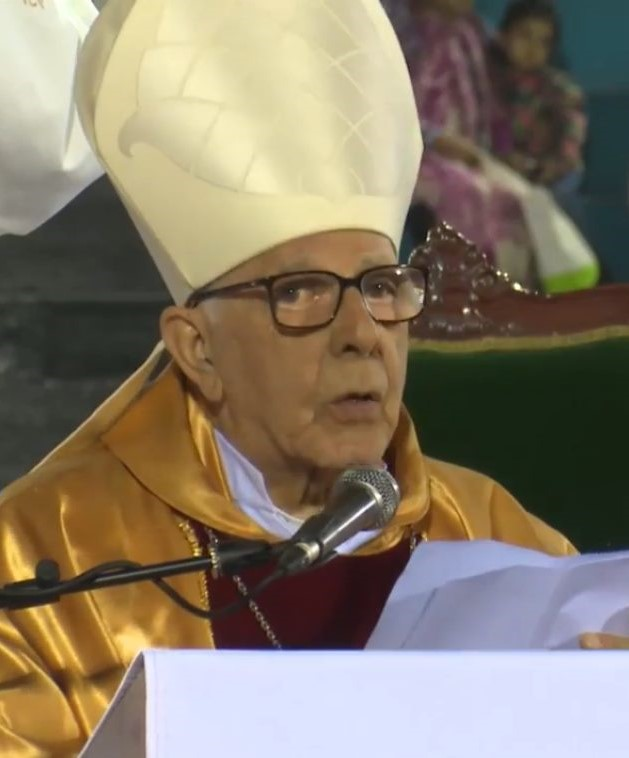
Kardinal Villalba (2017)

Kardinalswappen

Luis Héctor Kardinal Villalba (* 11. Oktober 1934 in Buenos Aires) ist Alterzbischof von Tucumán.

## Leben
Luis Héctor Villalba trat 1952 dem Priesterseminar seiner Heimatstadt bei und empfing am 24. September 1960 die Priesterweihe für das Erzbistum Buenos Aires. 1961 erwarb er an der Päpstlichen Universität Gregoriana das Lizenziat in Theologie. Er unterrichtete von 1965 bis 1975 Kirchengeschichte an der Theologischen Fakultät der katholischen Universität Argentiniens. Von 1969 bis 1972 war Villalba zusätzlich Dekan dieser Fakultät.
Papst Johannes Paul II. ernannte ihn am 20. Oktober 1984 zum Weihbischof in Buenos Aires und Titularbischof von Aufinium. Der Erzbischof von Buenos Aires, Juan Carlos Kardinal Aramburu, spendete ihm am 22. Dezember desselben Jahres die Bischofsweihe; Mitkonsekratoren waren Arnaldo Clemente Canale, Weihbischof in Buenos Aires, und Carmelo Juan Giaquinta, Weihbischof in Viedma.
Am 16. Juli 1991 wurde er zum Bischof von San Martín ernannt und am 26. Oktober desselben Jahres in das Amt eingeführt. Am 8. Juli 1999 wurde er zum Erzbischof von Tucumán ernannt und am 17. September desselben Jahres in das Amt eingeführt. Von 2005 bis 2011 war Villalba Vizepräsident der Argentinischen Bischofskonferenz.  Am 10. Juni 2011 nahm Benedikt XVI. sein aus Altersgründen vorgebrachtes Rücktrittsgesuch an.
Im feierlichen Konsistorium vom 14. Februar 2015 nahm ihn Papst Franziskus als Kardinalpriester mit der Titelkirche San Girolamo a Corviale in das Kardinalskollegium auf. Vom 16. August bis 23. Oktober 2017 führte Kardinal Villalba als Apostolischer Administrator die Geschäfte des Erzbistums Tucumán.